# 东城区行政委员会
东城区行政委员会是中华人民共和国青海省海西蒙古族藏族自治州格尔木市人民政府的一个副县级派出机构。2001年8月9日正式组建，并于2004年1月起正式开展工作。
东城区具有管辖面积大、人口相对密集、驻区单位多等特点，是格尔木市政治、经济、文化、交通和物流中心城区。辖区有蒙古、藏、回等18个少数民族，常住人口80546人，高峰期流动人口5万余人，总人口约13万余人。辖区有企事业单位168家，其中：中央省州单位52家、驻军部队10家、市属行政事业单位81家，大型私营企业25家。格尔木市委、市政府及直属机关、青海盐湖集团公司、青藏铁路公司、藏格工业园区、格尔木炼油厂、昆仑经济开发区等大型国有企业和行政事业单位均在辖区内。

## 行政区划
下辖2个街道、1个镇、1个乡。乡镇街道下设11个行政村和12个社区。
- 街道：昆仑路街道、黄河路街道
- 镇：唐古拉山镇
- 乡：大格勒乡